# Campeonato Europeo de Gimnasia Artística de 2026
El XXXVII Campeonato Europeo de Gimnasia Artística se celebrará en Zagreb (Croacia) en agosto de 2026 bajo la organización de la Unión Europea de Gimnasia (UEG) y la Federación Croata de Gimnasia.